# Kanton Gabarret
Gabarret is een voormalig kanton van het Franse departement Landes. Het kanton maakte deel uit van het arrondissement Mont-de-Marsan.

## Gemeenten
Het kanton Gabarret omvatte de volgende gemeenten:
- Arx
- Baudignan
- Betbezer-d'Armagnac
- Créon-d'Armagnac
- Escalans
- Estigarde
- Gabarret (hoofdplaats)
- Herré
- Lagrange
- Losse
- Lubbon
- Mauvezin-d'Armagnac
- Parleboscq
- Rimbez-et-Baudiets
- Saint-Julien-d'Armagnac